# Gråræv
Gråræven eller træræven (Urocyon cinereoargenteus) er et dyr i hundefamilien. Den når en længde på 52-81 cm med en hale på 27-44 cm og vejer 3-7 kg. Gråræven lever i skove i det sydlige Nordamerika, hvor den hopper rundt fra træ til træ og klatrer.
| Dyr | Spire Denne artikel om dyr er en spire som bør udbygges. Du er velkommen til at hjælpe Wikipedia ved at udvide den. |

- Wikimedia Commons har flere filer relateret til Gråræv